# Piloto de carreras

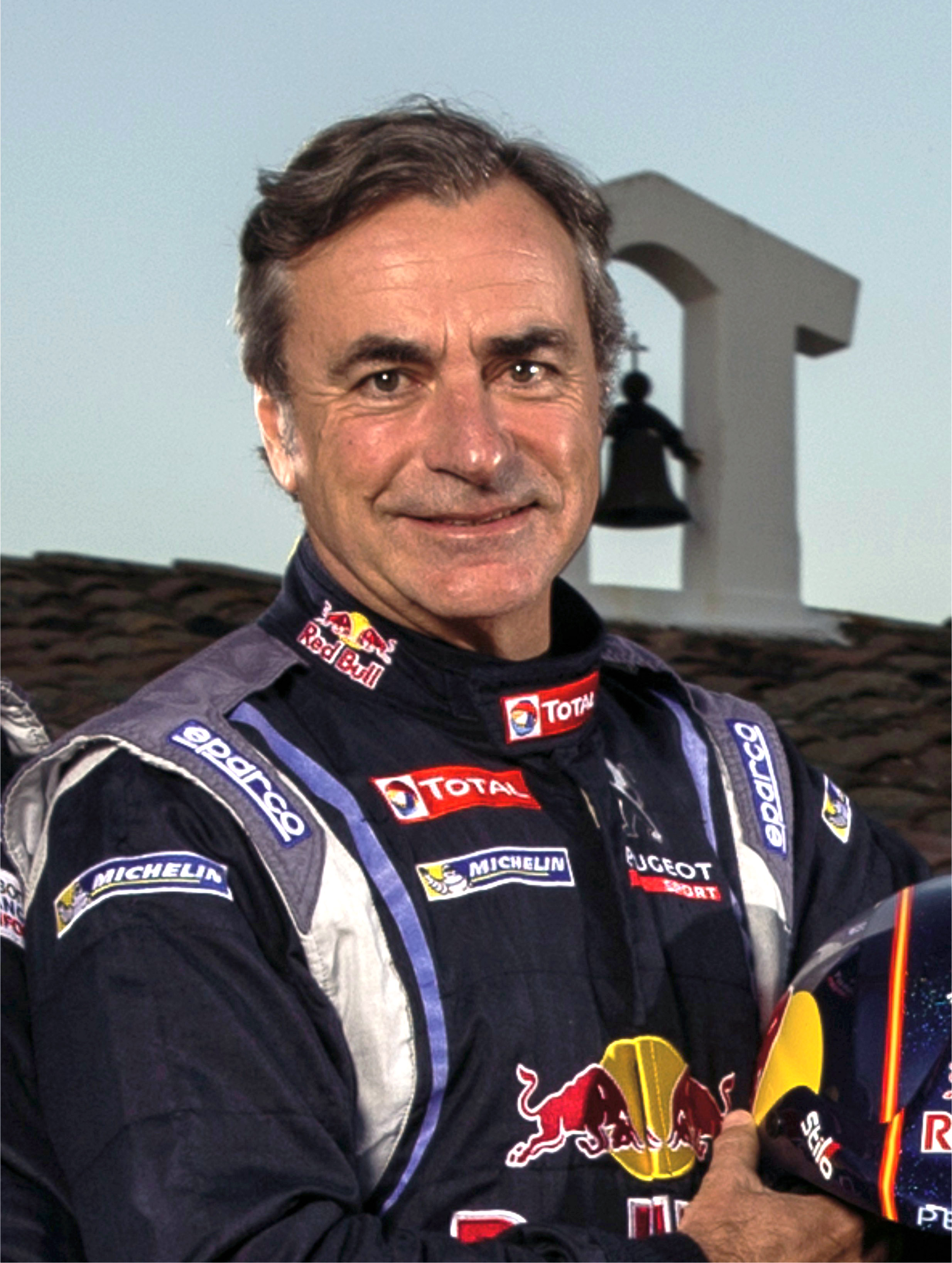
Carlos Sainz es uno de los pilotos más laureados de la historia de los rallyes.

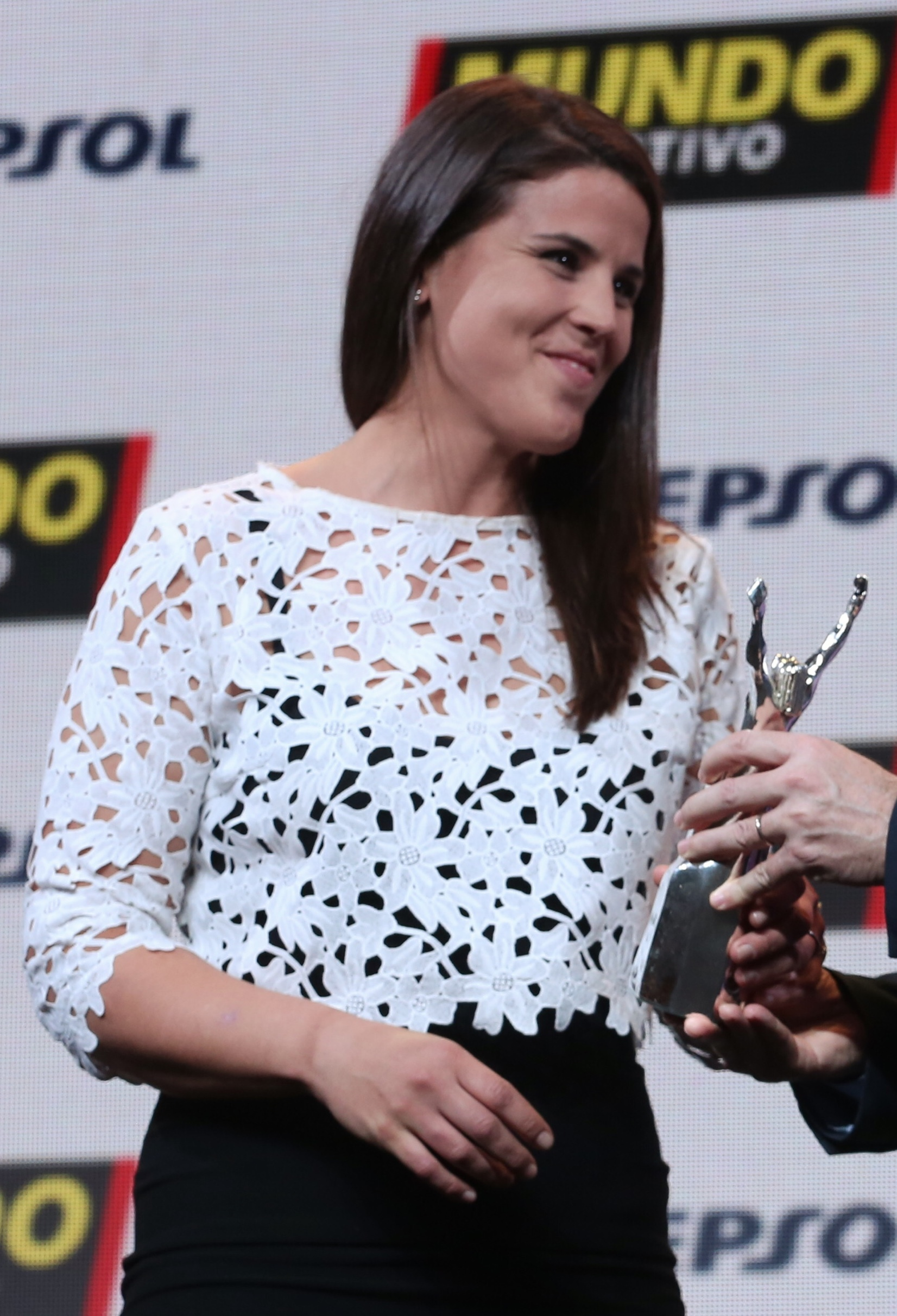
Laia Sanz es una piloto de trial, enduro y rally raid española, trece veces campeona del mundo de trial y cinco veces campeona del mundo de enduro

Un piloto de carreras es una persona que conduce un vehículo en una carrera de deporte motor. En la mayoría de las disciplinas de motor, la función de un piloto es recorrer una distancia marcada a la mayor velocidad posible sin salirse de la pista. No obstante, un buen piloto debe tener otras precauciones, como evitar sobreexigir el vehículo para prevenir abandonos, y disminuir la degradación de los neumáticos y el consumo de combustible.
Como en otros deportes, hay desde pilotos profesionales que ganan decenas de millones de dólares o euros al año, hasta amateurs que gastan sus pocos ingresos en competir. Algunas competiciones exigen cambio de pilotos, sea para permitir la participación de más pilotos o para permitirles descansar en caso de carreras de resistencia.

## Historia del término
La palabra piloto, usada ya antes de se que utilizaran los aviones, viene del italiano piloto (timonel) quien se ocupaba de conducir yates o embarcaciones similares. La palabra timonel proviene a su vez del griego pedon. Actualmente la palabra se puede entender, además de tener otros usos, como la persona que dirige un automóvil de carreras o motocicleta de carreras.

## Tipos de pilotos
En el deporte motor profesional, es común que los pilotos se especialicen en una sola disciplina, o bien alternen entre disciplinas relacionadas. Por ejemplo, un piloto de monoplazas retirado puede pasar a correr en turismos o sport prototipos, siempre dentro del automovilismo de velocidad. Asimismo, un piloto de rally puede incursionar en el rallycross, que utiliza automóviles similares.
No obstante, algunos pilotos han competido en disciplinas variadas a lo largo de sus carreras:
- Fernando Alonso piloto de Fórmula 1 también ha pilotado en las 500 Millas de Indianápolis, las 24 Horas de Daytona, Campeonato Mundial de Resistencia de la FIA y el Rally Dakar.
- Kimi Räikkönen y Robert Kubica, han corrido en Fórmula 1 y el Campeonato Mundial de Rally.
- Valentino Rossi, piloto de motociclismo, compitió en algunas pruebas de rally como el Rally de Gran Bretaña.
- Stéphane Sarrazin se ha destacado en sport prototipos, pero también ha competido en Fórmula 1 y rally.
- Travis Pastrana, motociclista extremo, ha participado en NASCAR, 24 Horas de Daytona y el Campeonato Mundial de Rally.
- Eliseo Salazar, es el único piloto que ha corrido en las cinco pruebas más clásicas del automovilismo mundial: Fórmula 1, 500 Millas de Indianápolis, 24 Horas de Le Mans, Rally Dakar y el Campeonato Mundial de Rally.[3]

### Piloto de rally

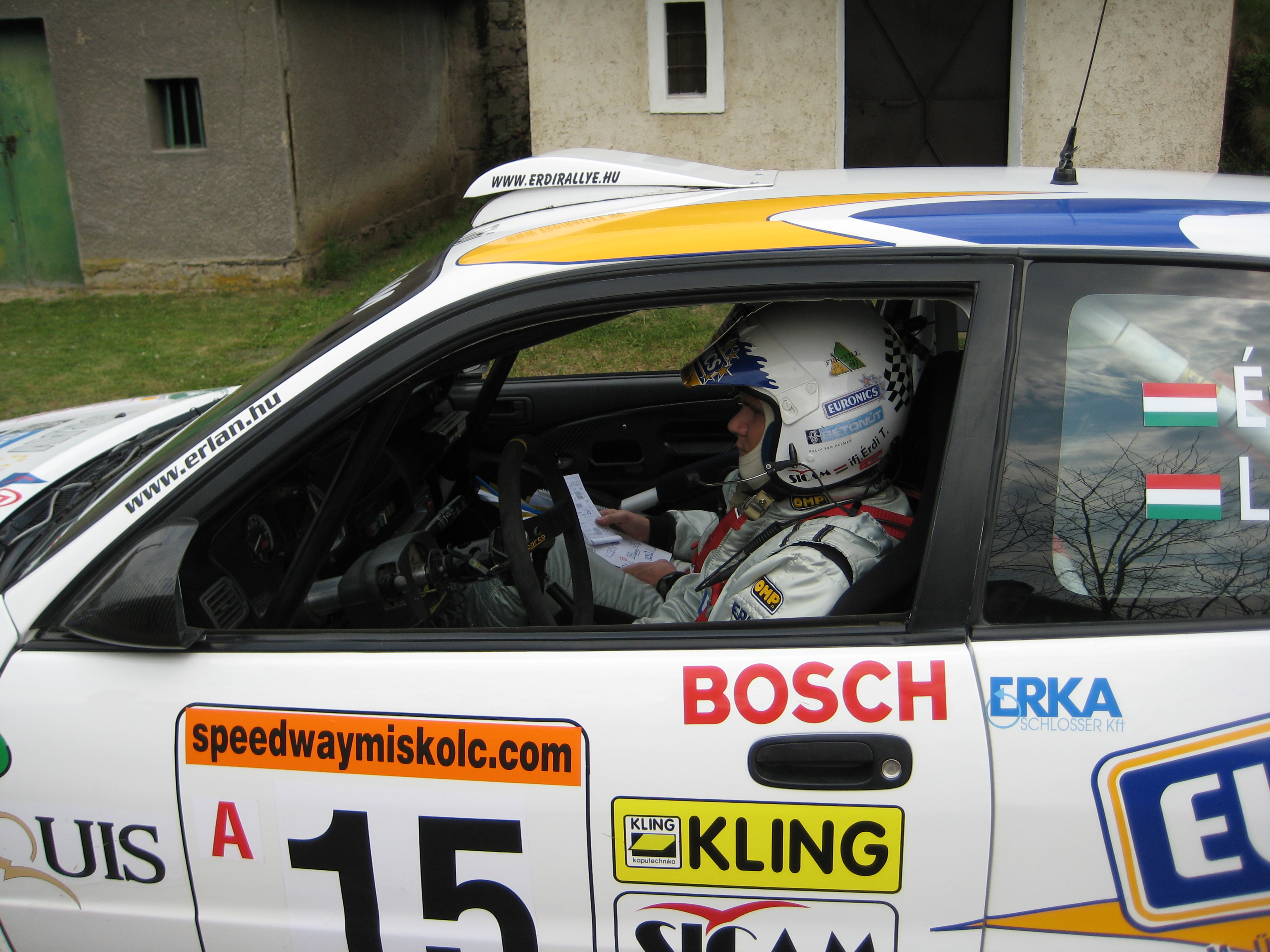
Piloto y copiloto dentro de su vehículo.

Se conoce como piloto de rallys al deportista que conduce el automóvil en esa modalidad. La función principal y la habilidad que requiere un piloto de rallyes es la de saber conducir, aunque debe saber hacerlo de la manera más rápida posible casi siempre con la ayuda de un copiloto (exceptuando en las modalidades de montaña y rallycross y en ocasiones raid).
Un piloto de rally requiere conocer perfectamente el vehículo que debe conducir, además de saber adaptarse a las diferentes condiciones climatológicas que se le presenten como del tipo y estado de la superficie: asfalto, tierra, nieve, barro, etc.
Las diferencias entre los pilotos de rallyes y los pilotos de otras modalidades, como los pilotos de Fórmula 1, son varias, primeramente la presencia de un copiloto que les ayuda durante la competición, segundo la imposibilidad de memorizarse el trazado puesto que los tramos de un rally son largos y pueden variar de un año para otro, incluso los de un mismo rally, y además no se entrenan lo que significa que durante la competición se lucha contra la impredecibilidad del trazado solo anticipable gracias a la notas del copiloto.
Otro asunto destacable es la seguridad, un piloto de rallyes corre con la tensión de saber que una salida de pista puede suponer tener un grave accidente, al no existir zonas de escapatoria como en los circuitos.

#### Funciones principales
La principal función de un piloto de rallyes, es pilotar el vehículo en cuestión, tanto durante los tramos cronometrados como por los enlaces por carretera abierta al tránsito rodado cumpliendo las normativas de tráfico. Otra de las funciones importantes y a veces poco conocida es la de tomar notas durante los reconocimientos de los tramos, mientras el copiloto las anota en un bloc que luego le cantará durante la competición. El piloto debe describir a su criterio todo lo que considere importante, destacando el tipo de curva, su dificultad, estado del terreno, rasantes, etc. teniendo en cuenta que indicar el paso por una zona a una velocidad inferior a sus adversarios, significaría la pérdida de segundos o décimas que al final del tramo podría traducirse en perder puestos en la clasificación.

#### Historia

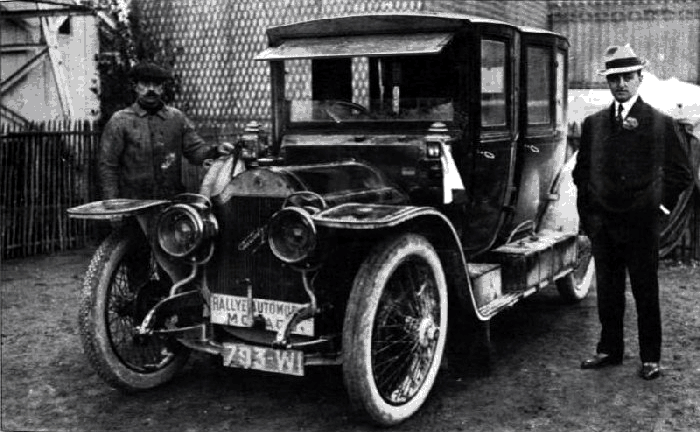
Henri Rougier, vencedor de la primera edición del Monte Carlo.

Uno de los primeros pilotos de automovilismo en ganar una carrera fue el francés Émile Levassor, que ganó la París-Bordeaux-París, considerada la primera carrera automovilística de la historia. Pero no fue hasta 1911 cuando se organizaría la primera carrera denominada como: rally, fue el Rally de Montecarlo. El piloto que ganó esta primera edición fue el francés Henri Rougier, por lo que se le puede considerar como el primer piloto de rally en ganar una carrera.

## Pilotos destacados de automovilismo

### Fórmula 1
- Alberto Ascari
- Stirling Moss
- Juan Manuel Fangio
- Jim Clark
- Graham Hill
- Jack Brabham
- Jackie Stewart
- Emerson Fittipaldi
- Niki Lauda
- Nelson Piquet
- Alain Prost
- Nigel Mansell
- Ayrton Senna
- Michael Schumacher
- Damon Hill
- Mika Häkkinen
- Fernando Alonso
- Kimi Räikkönen
- Lewis Hamilton
- Sebastian Vettel
- Nico Rosberg
- Max Verstappen

### Rally
- Bjorn Waldegard
- Ari Vatanen
- Juha Kankkunen
- Miki Biasion
- Carlos Sainz
- Colin McRae
- Tommi Mäkinen
- Sébastien Loeb
- Sébastien Ogier

### Stock cars
- Lee Petty
- Richard Petty
- David Pearson
- Darrell Waltrip
- Dale Earnhardt
- Jeff Gordon
- Tony Stewart
- Jimmie Johnson
- Kyle Busch
- Rayo McQueen
- Joey Logano

### Turismos
- Oscar Alfredo Gálvez
- Juan Gálvez
- Jorge de Bagration
- Klaus Ludwig
- Nicola Larini
- Bernd Schneider
- Juan María Traverso
- Fabrizio Giovanardi
- Mattias Ekström
- Gabriele Tarquini
- Guillermo Ortelli
- Andy Priaulx
- Yvan Muller
- Jamie Whincup
- Norbert Michelisz
- Bernd Schneider
- Colin Turkington
- José María López

### Motociclismo

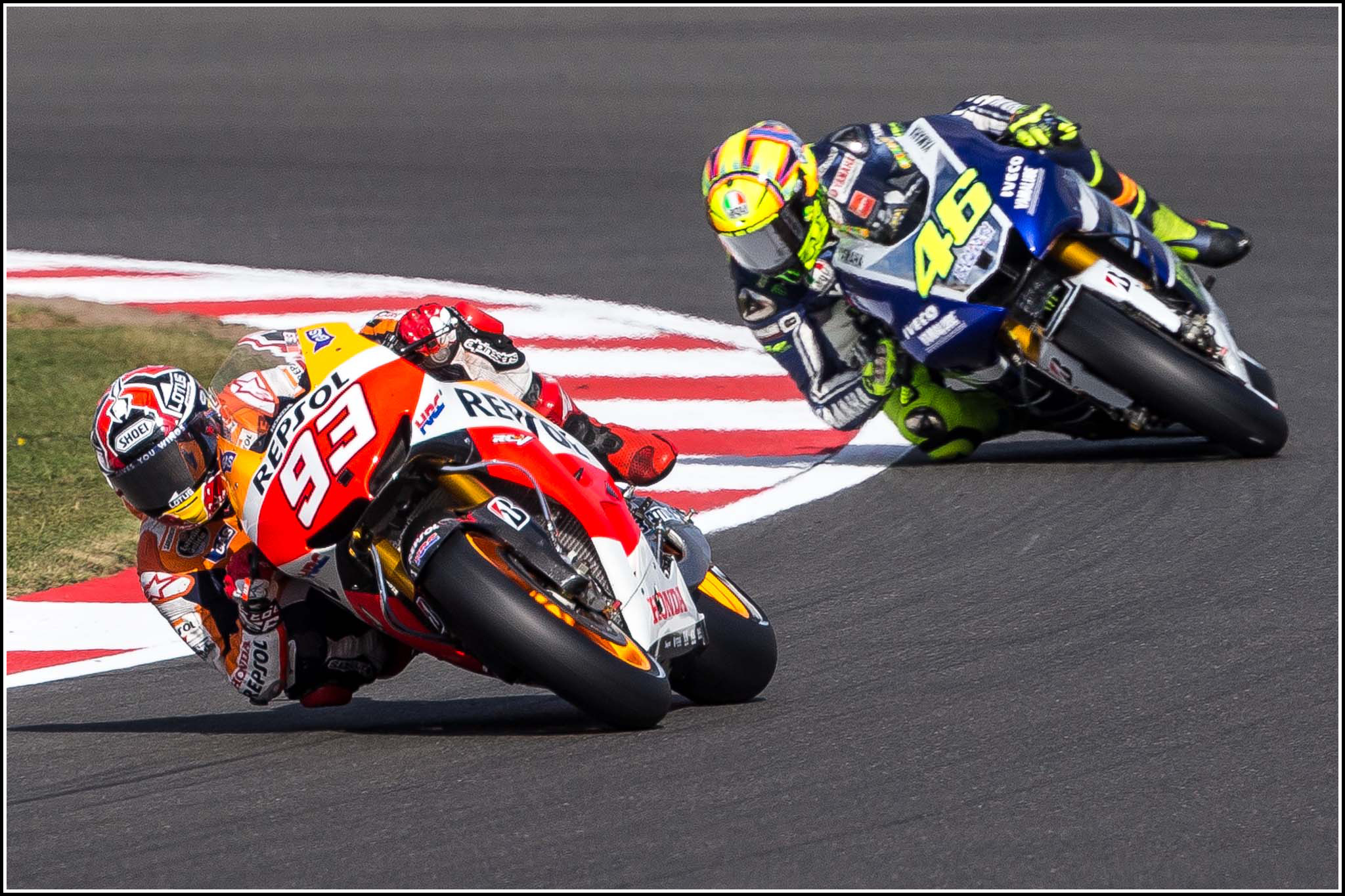
Marc Márquez rodando delante de Valentino Rossi en el Circuito de Silverstone en 2013.

- Carlo Ubbiali
- John Surtees
- Mike Hailwood
- Jim Redman
- Giacomo Agostini
- Phil Read
- Ángel Nieto
- Eddie Lawson
- Michael Doohan
- Valentino Rossi
- Jorge Lorenzo
- Marc Márquez

## Listas

#### Monoplazas
- Pilotos de la Fórmula 1
- Pilotos de la GP2 Series
- Pilotos del A1 Grand Prix
- Pilotos de los campeonatos de monoplazas de Estados Unidos

#### Automóviles deportivos
- Pilotos del Campeonato Mundial de Resistencia
- Pilotos del Campeonato FIA GT
- Pilotos de la European Le Mans Series
- Pilotos de la American Le Mans Series
- Pilotos de la Grand-Am
- Pilotos del Campeonato IMSA GT
- Pilotos de la CanAm
- Pilotos de la Trans-Am
- Pilotos del Campeonato Japonés de Sport Prototipos
- Pilotos del Super GT Japonés
- Pilotos de la Supercopa Porsche

#### Turismos
- Pilotos del Campeonato Mundial de Turismos
- Pilotos del Deutsche Rennsport Meisterschaft
- Pilotos del Deutsche Tourenwagen Masters
- Pilotos del Campeonato Alemán de Superturismos
- Pilotos del Campeonato Británico de Turismos
- Pilotos del Campeonato Australiano de Superturismos
- Pilotos de la Superstars Series
- Pilotos del Supercars Championship
- Pilotos del Stock Car Brasil
- Pilotos del Turismo Competición 2000
- Pilotos del Top Race
- Pilotos de Turismo de Carretera

#### Otros
- Pilotos del Campeonato Mundial de Motociclismo de Velocidad
- Pilotos de la Copa NASCAR
- Pilotos del Campeonato Mundial de Rally
- Pilotos del Intercontinental Rally Challenge